# رافاييل لوبيز (لاعب كرة قدم)
رافاييل لوبيز (بالبرتغالية: Rafael Guimarães Lopes) (28 يوليو 1991 في البرتغال - ) هو لاعب كرة قدم برتغالي في مركز الهجوم. شارك مع منتخب البرتغال تحت 20 سنة لكرة القدم. أما مع النوادي، فقد لعب مع موريرينسي ونادي أكاديميكا كويمبرا ونادي فارزيم ونادي فيتوريا سيتوبال ونادي بينفايل.

## وصلات خارجية
- رافاييل لوبيز على موقع الاتحاد الدولي (مؤرشف)  (الإنجليزية)
- رافاييل لوبيز على موقع الاتحاد الأوربي (الإنجليزية)
- رافاييل لوبيز على موقع قاعدة بيانات كرة القدم.إي يو (الإنجليزية)
- رافاييل لوبيز على موقع Soccerway.com (الإنجليزية)
- رافاييل لوبيز على موقع AS.com (الإسبانية)